# La Garçonne
Pour les articles homonymes, voir Garçonne.
La Garçonne est un roman de Victor Margueritte, dont l'édition originale fut publiée chez Ernest Flammarion en 1922. Il présente une jeune femme indépendante menant une vie sexuelle très libre, avec des partenaires aussi bien masculins que féminins. L'ouvrage a fait scandale mais a été un énorme succès de librairie.

## Résumé
L'action de ce roman à thèse se déroule durant les années postérieures à la Première Guerre mondiale.

### Première partie
Fille délaissée d'un industriel qui a fait fortune dans les fournitures d'explosifs durant la guerre et d'une mère surtout occupée d'elle-même, Monique Lerbier est une jolie blonde aux idées généreuses mais bien arrêtées, et au dur caractère. Elle a choisi dès l'adolescence d'être athée, ne tolère pas les injustices et les hypocrisies sociales.
Elle ne collectionne pas les flirts, contrairement aux amies de son âge. Quand, dans sa famille, on lui demande pourquoi l'une d'elles est surnommée « Ponette », elle répond : « Parce que facile à monter. » À sa mère scandalisée, elle rétorque : « Il faut en prendre ton parti, maman. Depuis la guerre nous sommes toutes devenues, plus ou moins, des garçonnes ! » 
On lui destine pour mari un ingénieur, Lucien Vigneret. C'est un mariage arrangé, la dot devant permettre de faire entrer Vigneret au capital de l'entreprise paternelle, qui en a besoin pour financer ses affaires. Mais deux semaines avant le mariage, Monique surprend le fiancé en compagnie d'une maîtresse.
Par vengeance, elle se donne le soir même au premier venu. Sa mère l'adjure de respecter les apparences, de faire des concessions. Monique rompt non seulement avec le fiancé, mais avec sa famille.

### Deuxième partie
Monique a ouvert une boutique d'art et décoration. Les débuts sont difficiles. Elle devient la petite amie d'une lesbienne artiste de music-hall, qui l'introduit dans le monde du spectacle. Monique s'affirme bientôt comme une décoratrice de théâtre recherchée, son affaire prospère, elle a conquis son indépendance économique, porte les cheveux courts, conduit sa voiture, sort tous les soirs et danse avec frénésie.
Elle multiplie aussi les aventures hétérosexuelles — avec un athlétique danseur nu, dont elle fait son « homme-objet », un député, un ingénieur, un peintre cubiste… Toutefois, elle ressent de façon croissante sa solitude. Elle voudrait se faire faire un enfant qu'elle élèverait seule, n'y parvient pas. Il s'avère que sa stérilité est curable. Elle entame un traitement, puis y renonce car le médecin s'est permis des gestes déplacés.
Elle revoit d'anciennes connaissances, adeptes des conventions bourgeoises mais en fait immergées dans un milieu où se rencontrent le pouvoir, l'argent et les profiteurs de guerre, et où règnent toutes les dépravations. Elle renoue tendrement avec une amie d'adolescence, avec laquelle elle avait eu sa première initiation à la sensualité. Elle fréquente aussi la violoniste Anika ; ensemble elles fument de l'opium, prennent de la cocaïne. Mais Monique se sent dans l'impasse.

### Troisième partie
Elle prend un nouvel amant, l'écrivain Régis Boisselot, qu'elle avait rencontré au début du récit. Il la fait décrocher des drogues. Elle se sent amoureuse. Tout irait bien si Régis acceptait de bon cœur la distribution égalitaire des rôles sexuels qu'attend Monique. Mais il ne peut s'empêcher d'être pris d'accès récurrents de machisme dont il tente ensuite de se faire pardonner. La relation tourne à l'aigre.
Le point de non-retour est atteint le jour où Régis avoue être jaloux des ex-partenaires de Monique, et soutient que le droit à avoir une vie sexuelle avant le mariage est inscrit dans la nature pour les hommes, non pour les femmes. Monique éclate alors en sarcasmes : « La petite membrane, hein ? La tache rouge sur le drap de noces ! Et autour du lit les sauvages célébrant le sacrifice de la virginité ! […] Va donc parler de ça aux jeunes filles d'aujourd'hui ! » […] De plus en plus possessif et violent, Régis va jusqu'à la tentative de meurtre.
À la fin du récit, Monique se lie avec une ancienne connaissance, le professeur de philosophie Georges Blanchet, blessé de guerre, généreux et aimant. Pacifiste, partisan sincère de l'égalité des sexes et du droit de vote des femmes, sympathisant de la révolution russe, il professe les mêmes idées que Monique Lerbier — et que l'auteur du livre.

## Réception
Qu'une femme puisse être chef d'entreprise, bisexuelle, et dispose librement de son corps ne prête plus à discussion depuis la fin du XXe siècle dans certaines parties du monde, essentiellement occidentales. Il en allait autrement lors de la parution du roman, lequel a suscité un scandale retentissant. De l'extrême gauche à l'extrême droite, la condamnation a été unanime. On a accusé le livre de pornographie (toutes les pratiques sexuelles y sont évoquées, même des scènes de sexualité de groupe, bien que le langage employé ne soit jamais scabreux).
On a alors négligé que le récit, avec le mal d'enfant dont est prise Monique, tendait à affirmer la maternité comme vocation incontournable des femmes, et qu'il débouche sur un mariage d'amour des plus conventionnels. « La face conservatrice du roman n'est pas perçue par les contemporains » observe Christine Bard.
Le livre rencontre aussi l'hostilité des féministes, qui retiennent du livre qu'il mêle l'égalité des droits politiques et civils avec le vagabondage sexuel, le lesbianisme et la toxicomanie, et qu'il rend donc un mauvais service à leur cause. Or, le droit de vote des femmes, qui avait été adopté à une écrasante majorité par la « Chambre bleu horizon », est rejeté en novembre 1922, quatre mois après la parution de La Garçonne, par le Sénat dominé par les anticléricaux de la Gauche démocratique.
Le contexte social hérité de la Première Guerre mondiale explique aussi ces crispations. Des millions d'hommes étant mobilisés, les femmes sont massivement entrées dans la vie professionnelle, et beaucoup d'entre elles seront contraintes au célibat étant donné les énormes pertes au combat : en 1921, on compte 120 femmes pour 100 hommes entre 20 et 40 ans. En cela, le roman reflète un fait de société caractéristique des Années folles. Par ailleurs, la faiblesse de la démographie française est alors un sujet d'inquiétude général : le moment est mal choisi pour plaider la cause du libertinage féminin.
Le général Édouard de Castelnau, président de la Ligue des pères de familles nombreuses menace de faire saisir le livre en justice. À l'automne 1922, il adresse une première plainte au Conseil de l'ordre de la Légion d'Honneur, exigeant la radiation de l'ordre de Victor Margueritte, l'auteur portant le grade de commandeur. Une commission est mise en place par le Conseil de l'ordre, où l'auteur doit s'expliquer sur ses « actes de nature à porter atteinte à son honneur ». L'auteur s'y refuse. Il est radié par décret signé du président de la République Alexandre Millerand le 2 janvier 1923. Margueritte adresse une lettre au Conseil de l'ordre dans laquelle il accuse les membres d'« exhumer la Censure littéraire ».
À de rares exceptions (comme Georges Courteline, qui s'emporte violemment contre cette décision, et Anatole France, qui a envoyé au Conseil de l'ordre de la Légion d'honneur une protestation qui sera incluse dans les éditions ultérieures du roman), les confrères de l'écrivain ne lui témoignent guère de soutien. La Société des gens de lettres, dont Victor Margueritte avait été président honoraire, s'y refuse, arguant que le problème soulevé « est social, non littéraire ».
L'auteur n'est pas poursuivi en France par la justice pour outrage aux bonnes mœurs, même si le Vatican le met à l'Index. Hachette refuse de le distribuer.
En 1925, Ernest Flammarion publie une édition de l’ouvrage ornée de 28 illustrations en couleurs de Kees van Dongen. 
L'ouvrage de Victor Margueritte est adapté au théâtre en 1926 et au cinéma en 1923 et en 1936. En 1928, l'éditeur Claude Longin crée une collection intitulée « La Garçonne » en référence à l'ouvrage de Margueritte, et qui comprendra environ 130 titres. À cette date, le livre, sorti début juillet, s'est déjà écoulé à 300 000 exemplaires, porté par le scandale (le million d'exemplaires sera atteint avant la fin de la décennie). Il sera rapidement traduit dans douze langues. On estime que 10% des adultes en France ont lu ce roman à l'époque.

## Adaptations cinématographiques
- La Garçonne (1923), film franco-belge d'Armand Du Plessy. Censuré à sa sortie.
- La Garçonne (1936), film français de Jean de Limur.
- La Garçonne (1957), film français de Jacqueline Audry.
- La Garçonne (1988), téléfilm français d'Étienne Périer.